# 9436 Shudo
A 9436 Shudo (ideiglenes jelöléssel (9436) 1997 EB) a Naprendszer kisbolygóövében található aszteroida. Kobajasi Takao fedezte fel 1997. március 1-jén.